# Vallromanes
Vallromanes è un comune spagnolo situato nella comunità autonoma della Catalogna.

## Società

### Evoluzione demografica
Evoluzione della popolazione dal 1940
Il primo censimento, dopo la separazione da Montornès del Vallès, fu nel 1936 con 419 abitanti